# CSD Municipal
Club Social y Deportivo Municipal – gwatemalski klub piłkarski z siedzibą w stołecznym mieście Gwatemala. Występuje w rozgrywkach Liga Nacional. Domowe mecze rozgrywa na obiekcie Estadio El Trébol.

## Osiągnięcia

### Krajowe
- Liga Nacional de Guatemala

| zwycięstwo (32):     | 1943, 1947, 1951, 1955, 1964, 1966, 1970, 1973, 1974, 1976, 1987,, 1988, 1990, 1992, 1994, 2000 (C), 2000 (A), 2001 (R), 2002 (C), 2003 (A), 2004 (A), 2005 (C), 2005 (A), 2006 (C), 2006 (A), 2008 (C), 2009 (A), 2010 (C), 2011 (A), 2017 (C), 2019 (A), 2024 (C) |
| drugie miejsce (27): | 1944, 1945, 1958, 1960, 1964, 1968, 1972, 1977, 1991, 1999, 1999 (A), 2002 (A), 2004 (C), 2008 (A), 2009 (C), 2010 (A), 2011 (C), 2012 (C), 2012 (A), 2014 (C), 2014 (A), 2015 (C), 2016 (A), 2017 (A), 2020 (A), 2022 (C), 2025 (C)                                |

- Copa de Guatemala

| zwycięstwo (8):     | 1960, 1967, 1969, 1995, 1996, 1999, 2003, 2004 |
| drugie miejsce (2): | 1997, 2006                                     |

- Copa Campeón de Campeones

| zwycięstwo (5):     | 1952, 1967, 1977, 1994, 1996 |
| drugie miejsce (4): | 1955, 1960, 1994, 1997       |

### Międzynarodowe
- Puchar Mistrzów CONCACAF

| zwycięstwo (1):     | 1974 |
| drugie miejsce (1): | 1995 |

- Copa Interclubes UNCAF

| zwycięstwo (4):     | 1974, 1977, 2001, 2004 |
| drugie miejsce (1): | 1998                   |

- Copa Interamericana

| zwycięstwo (0):     | –    |
| drugie miejsce (1): | 1974 |

## Historia
Klub założony został 17 maja 1936 roku przez pracowników Ayuntamiento (ratusza) miasta Gwatemala i stąd nazwa klubu. Do najwyższej ligi Liga Capitalina (liga stołeczna – do momentu utworzenia ogólnonarodowej ligi gwatemalskiej mistrz tej ligi był jednocześnie mistrzem Gwatemali) Municipal awansował w 1938 roku. W swoim debiucie klub zajął drugie miejsce. Municipal aż do dziś nie spadł do niższej ligi, dzięki czemu jest klubem, który gra najdłużej w pierwszej lidze gwatemalskiej bez spadku.
Ogólnonarodową ligę Municipal wygrał w sezonie 1942/43. Z sześciu następnych mistrzostw piłkarze klubu wygrali trzy. Pozostałe wygrał ich największy wtedy rywal – klub Tipografía Nacional Gwatemala. Trenerem klubu Municipal był wtedy Manuel F. Carrera, jeden z założycieli klubu, którego imieniem nazwano stadion używany dziś jako treningowy.
Do roku 1955 najwyższym piłkarzem w historii klubu był napastnik Carlos „Pepino” Toledo, który w ogromnym stopniu przyczynił się do zdobycia przez klub czterech tytułów mistrza kraju (ostatni w sezonie 1954/55 – ostatnim przed zakończeniem kariery). Toledo był pierwszym piłkarzem znanym w całej Gwatemali, podporą reprezentacji narodowej. W swojej karierze zdobył dla Municipal 129 bramek (4. miejsce w historii klubu). Później także był związany z klubem, ale już jako trener.
W końcu lat 50. pojawił się w futbolu nowy wielki klub, Comunicaciones, który trzy razy z rzędu został mistrzem Gwatemali. Był to bardzo mizerny okres dla klubu Municipal, który aż 8 lat musiał obejść się bez tytułu. W latach sześćdziesiątych Municipal zdobył mistrzostwo w sezonach 1963/64, 1965,66 i 1969/70. W przerwach po tytuł sięgał wtedy inny klub ze stolicy – Aurora, stając się obok klubu Comunicaciones głównym rywalem klubu Municipal. Dawna potęga, klub Tipografía Nacional znikała wówczas ze sceny, na której wielkie boje toczyły ze sobą Municipal i Comunicaciones, który w latach 1956–1972 zdobył 7 spośród 14 możliwych tytułów mistrza Gwatemali. Odtąd mecze z udziałem tych klubów są największym ligowym wydarzeniem kraju.

### Lata siedemdziesiąte
Począwszy od roku 1973 Municipal, prowadzony przez urugwajskiego szkoleniowca Rubéna Amorína, sięgnął po największe sukcesy w swoich dziejach. Amorín, mając pod swoją pieczą grupę takich piłkarzy jak obrońca Alberto López Oliva, pomocnicy Benjamín Monterroso i Emilio Mitrovich, oraz napastnik Julio César Anderson (który był najlepszym w historii klubu strzelcem do roku 2000, kiedy to przegonił go Juan Carlos Plata), sięgnął w roku 1974 po pierwszy sukces międzynarodowy – Copa Fraternidad, a zaraz potem, w tym samym roku po jeszcze większe osiągnięcie – Puchar Mistrzów CONCACAF (jako pierwszy klub gwatemalski). Dzięki temu Rojos otrzymali szansę gry o miano najlepszej ekipy klubowej obu Ameryk – Copa Interamericana. Przeciwnikiem był zdobywca Copa Libertadores słynny argentyński klub Independiente Buenos Aires. W pierwszym meczu na własnym na stadionie Estadio Mateo Flores goście wygrali dzięki bramce Ricardo Bochiniego. W Buenos Aires doszło do sensacji, gdyż w normalnym czasie, dzięki zdobytej w 50 minucie bramce urodzonego w Argentynie Mitrovicha, Municpial wygrał 1:0 doprowadzając do dogrywki, która nie przyniosła jednak rozstrzygnięcia i doszło do rzutów karnych. Po tym, jak Andersson trafił w poprzeczkę a strzał Monterroso obronił bramkarz rywali, Independietne wygrał karne w stosunku 4:2.

### Lata osiemdziesiąte
Po wygraniu ligi w 1976 roku oraz Copa Fraternidad w 1977 roku, nastąpił najgorszy okres w historii klubu. W roku 1981 doszło do tego że Municipal grał w turnieju barażowym o utrzymanie się w lidze. Ostatecznie klub utrzymał się w pierwszej lidze, ale do drugiej ligi spadł jego dawny wielki rywal – klub Tipografía Nacional. W roku 1982 tylko lepsza różnica bramek uchroniła klub przed spadkiem.

### Powrót na szczyt
Z sezonu na sezon klub spisywał się coraz lepiej, aż w roku 1987 po 11 latach posuchy klub znów został mistrzem Gwatemali. Ojcem sukcesu był argentyński trener (niegdyś znakomity piłkarz) Miguel Ángel Brindisi. W tym czasie Municipal triumfował w lidze trzy razy z rzędu (dwa razy pod wodzą Brindisiego, a trzeci raz – Waltera Ormeño). Na następny sezon trzeba było poczekać do sezonu 1991/92, kiedy to zespół sięgnął po najwyższe krajowe trofeum pod wodzą nowego trenera Rubéna Amorína.
W sezonie 1993/94 Municipal zdobył swój piąty mistrzowski tytuł w ostatnich siedmiu latach. Tym razem drużynę prowadził argentyński trener Horacio Cordero. W roku 1995 klub był blisko kolejnego zwycięstwa w Pucharze Mistrzów CONCACAF, przegrał jednak w finale z kostarykańską Saprissą San José.
Po roku 2000 zreformowano ligę dzieląc ją na dwa turnieje – Apertura i Clausura. Odtąd co roku Gwatemala miała dwóch mistrzów. Po zdobyciu czterech tytułów mistrza największy rywal klubu Municipal, klub Comunicaciones, został klubem z największą liczba tytułów mistrz Gwatemali. Jednak seria zdobytych po reformie tytułów mistrza kraju przesunęła na pozycję lidera tej klasyfikacji klub Municipal. Z ostatnich 15 mistrzostw klub Municipal wygrał 10.

### Najbardziej znani piłkarze w historii klubu
- Julio César Anderson, napastnik, 1969-1984
- Julio César Cortés, pomocnik
- Juan Manuel Funes, pomocnik, 1983-1997
- Rónald Gómez, napastnik, 1998-99
- José Emilio Mitrovich, pomocnik, 1970s
- Benjamín Monterroso, obrońca/pomocnik, 1970-1979
- Danny Ortiz, bramkarz, 2002-2004
- Juan Carlos Plata, napastnik, 1990-2010
- Guillermo Ramírez, pomocnik, 1996-2000, 2002, 2003-2004, 2006-2009, 2010-2011
- Germán Ruano, obrońca, 1993-2009
- Carlos Ruiz, napastnik, 1995-2000, 2001-2002, 2014-2016
- Carlos Toledo, napastnik, 1938-1955

## Aktualny skład
Stan na 1 października 2023.
| Nr | Poz. | Piłkarz              |
| -- | ---- | -------------------- |
| 1  | BR   | Luis Tatuaca         |
| 2  | OB   | Rony Barrera         |
| 3  | OB   | Randall Corado       |
| 4  | OB   | Fernando Fuentes     |
| 5  | PO   | Marco Domínguez      |
| 6  | OB   | Edgardo Fariña       |
| 8  | PO   | Pedro Altán          |
| 9  | NA   | José Carlos Martínez |
| 10 | NA   | Matías Rotondi       |
| 11 | PO   | Jhon Méndez          |
| 12 | BR   | Kenderson Navarro    |
| 13 | PO   | Alejandro Galindo    |
| 14 | OB   | Darwin Torres        |

| Nr | Poz. | Piłkarz         |
| -- | ---- | --------------- |
| 16 | OB   | José Morales    |
| 17 | OB   | Eduardo Soto    |
| 18 | OB   | Jonathan Franco |
| 19 | OB   | Keyner Agustín  |
| 20 | NA   | César Archila   |
| 21 | OB   | César Calderón  |
| 23 | NA   | Jefry Bantes    |
| 25 | NA   | Yasniel Matos   |
| 26 | PO   | Rudy Barrientos |
| 29 | NA   | Jair Asprilla   |
| 30 | PO   | Andy Ruiz       |
| 32 | PO   | Marlon Sequén   |
| 33 | NA   | Gabriel Leyes   |